# 巴尔德拉赫韦
巴尔德拉赫韦，是西班牙卡斯蒂利亚-莱昂萨拉曼卡省的一个市镇。 总面积16平方公里，总人口126人（2001年），人口密度8人/平方公里。